# Nymphalinae
Le Nymphalinae Rafinesque, 1815, sono una sottofamiglia di Lepidotteri appartenenti alla famiglia Nymphalidae.

## Alcune specie

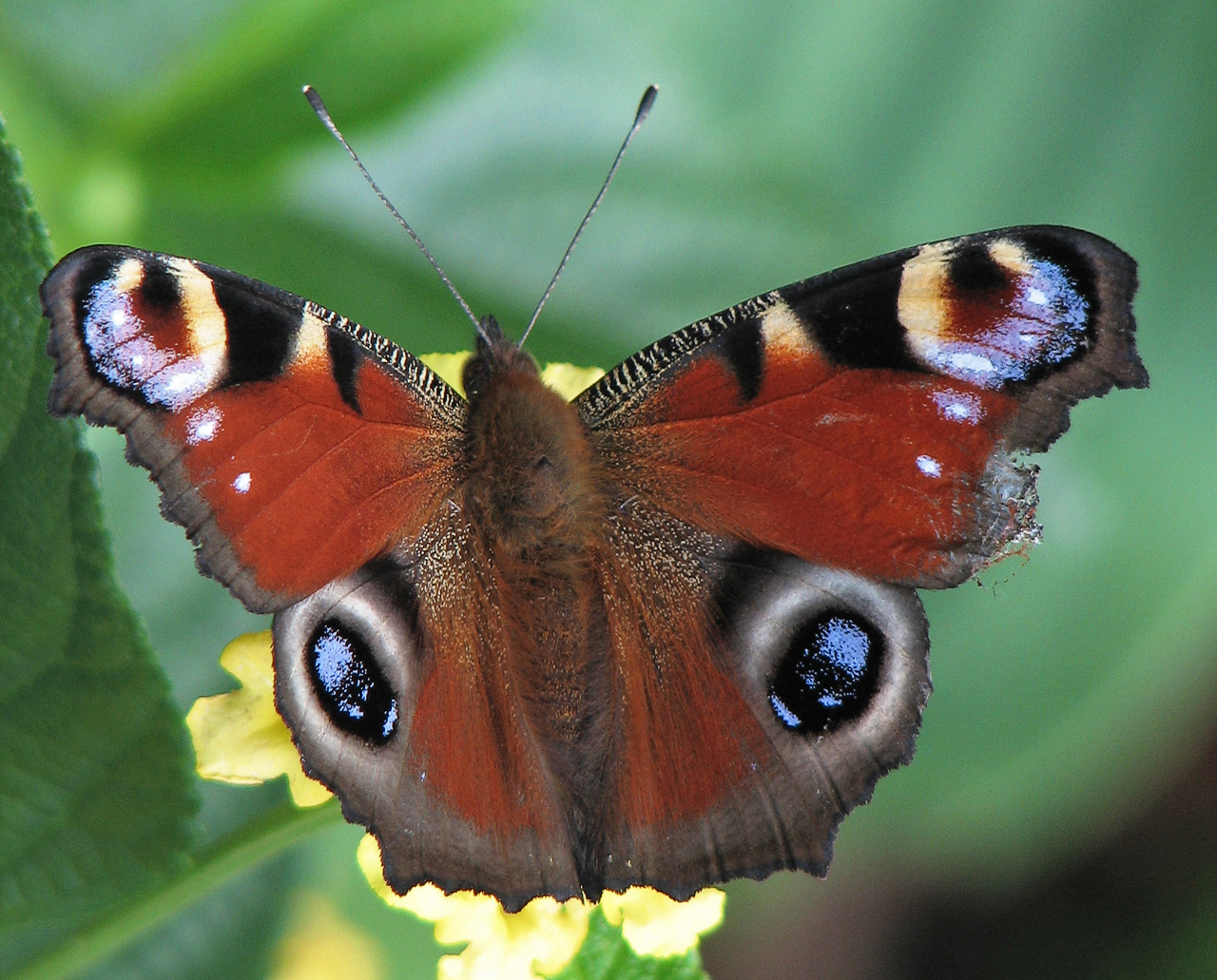
Aglais io (Nymphalini)
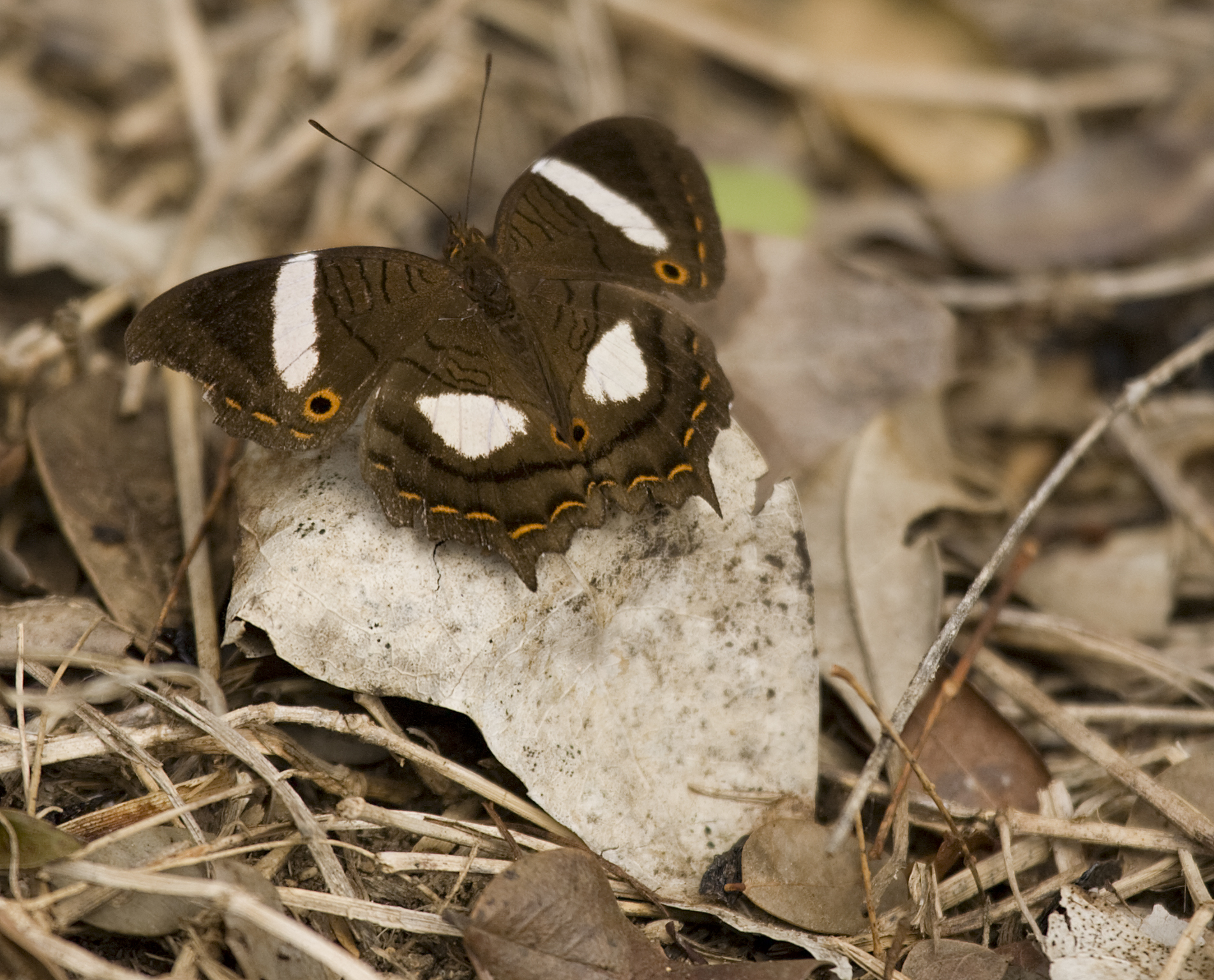
Anartia chrysopelea (Victorinini)
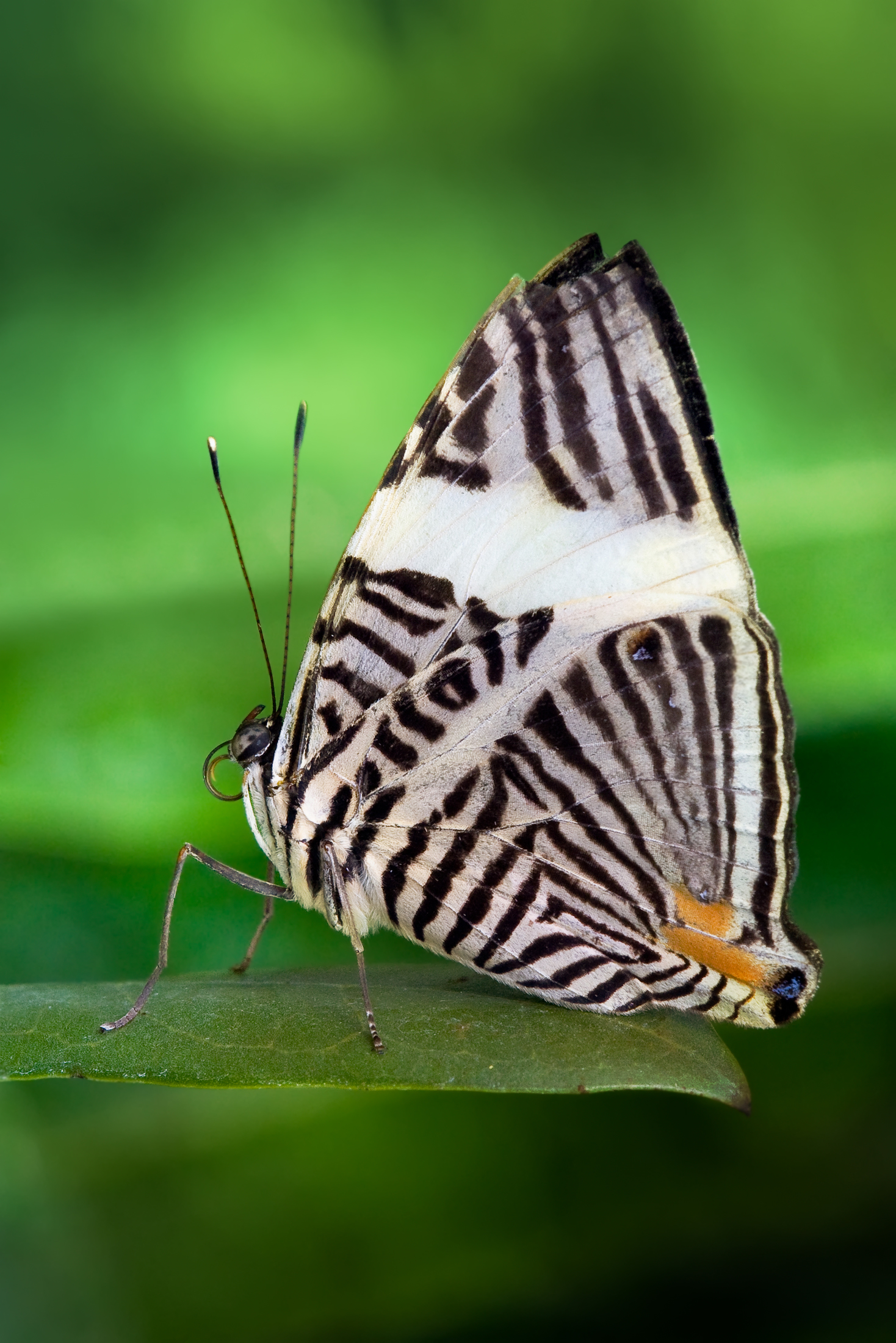
Colobura dirce (Nymphalini)
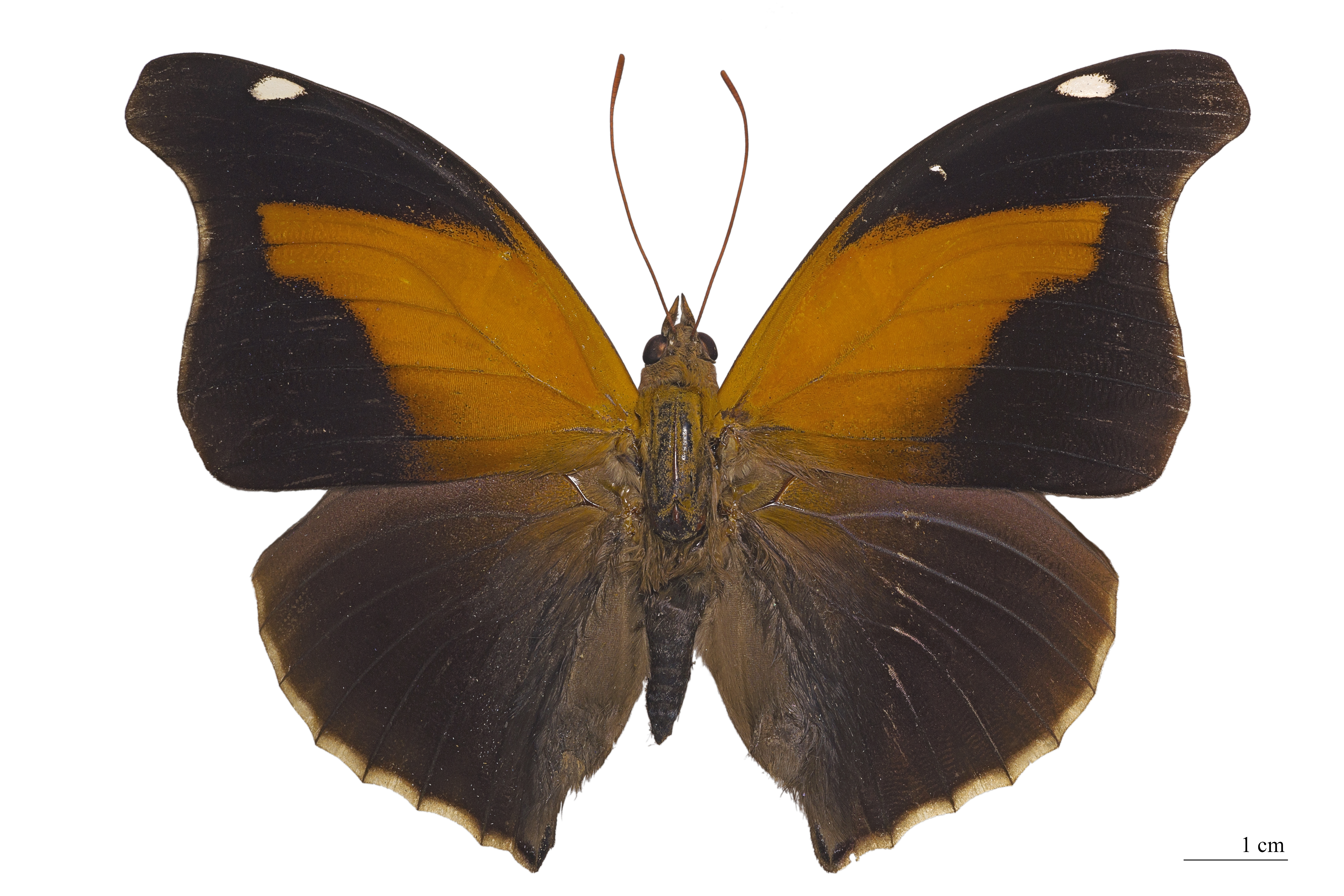
Historis odius (Coeini)
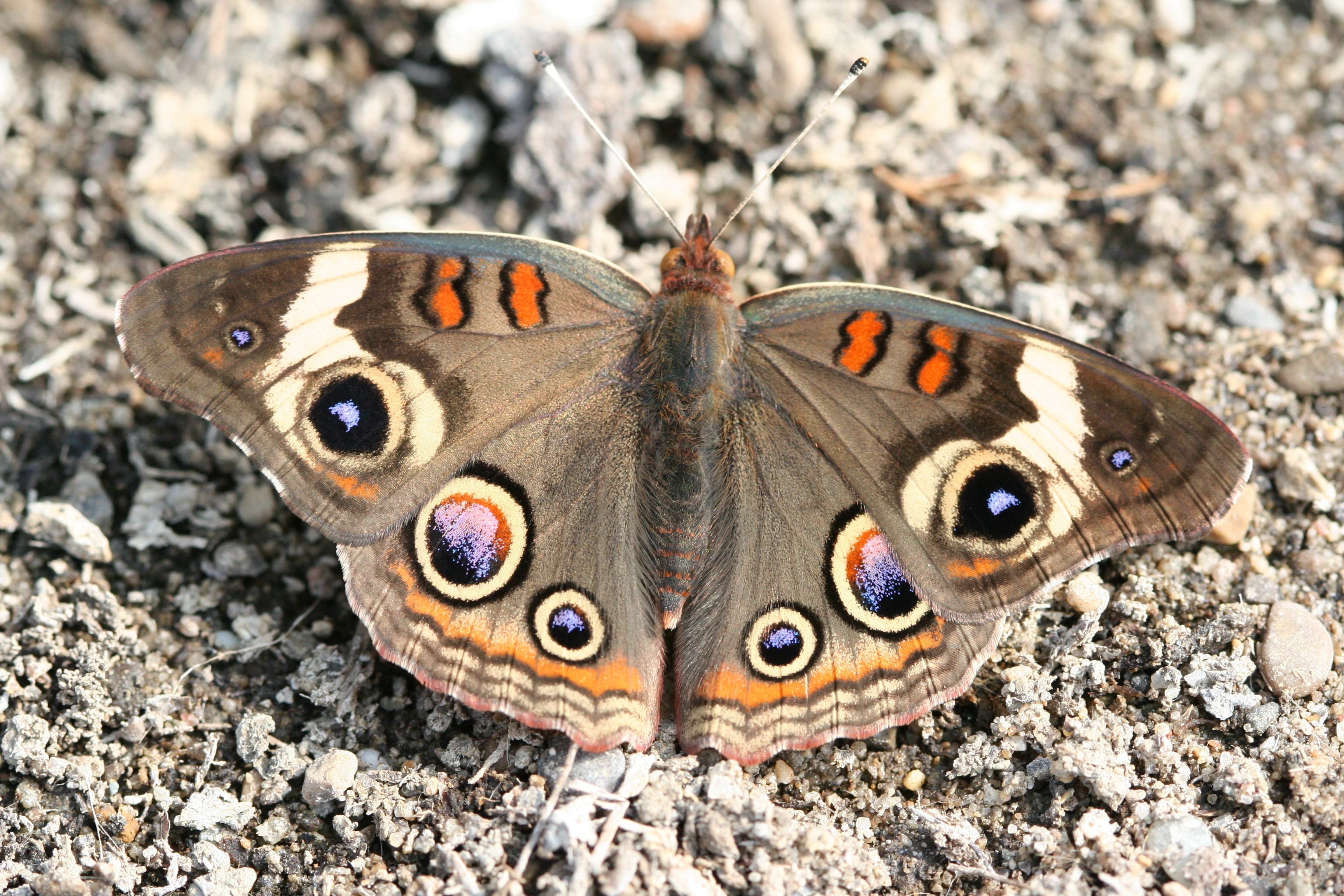
Junonia coenia (Junoniini)
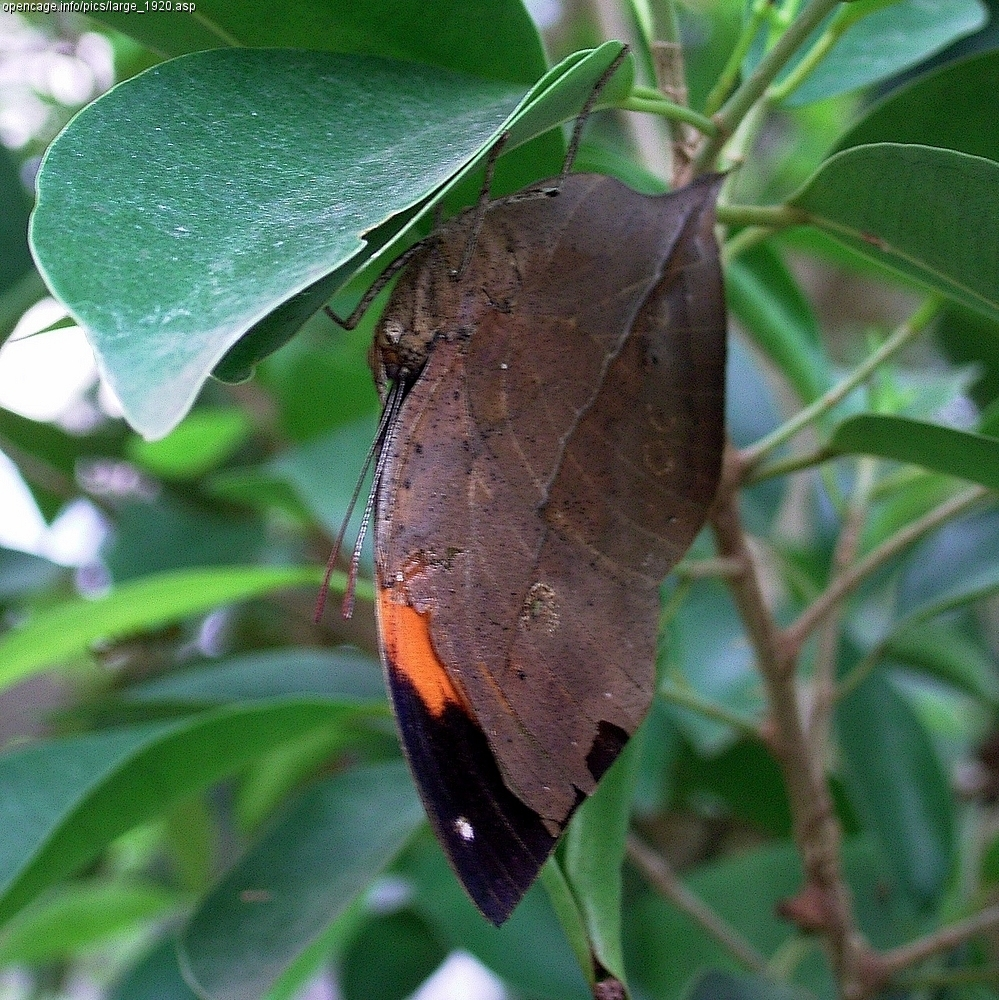
Kallima inachus (Kallimini) Mimetismo criptico
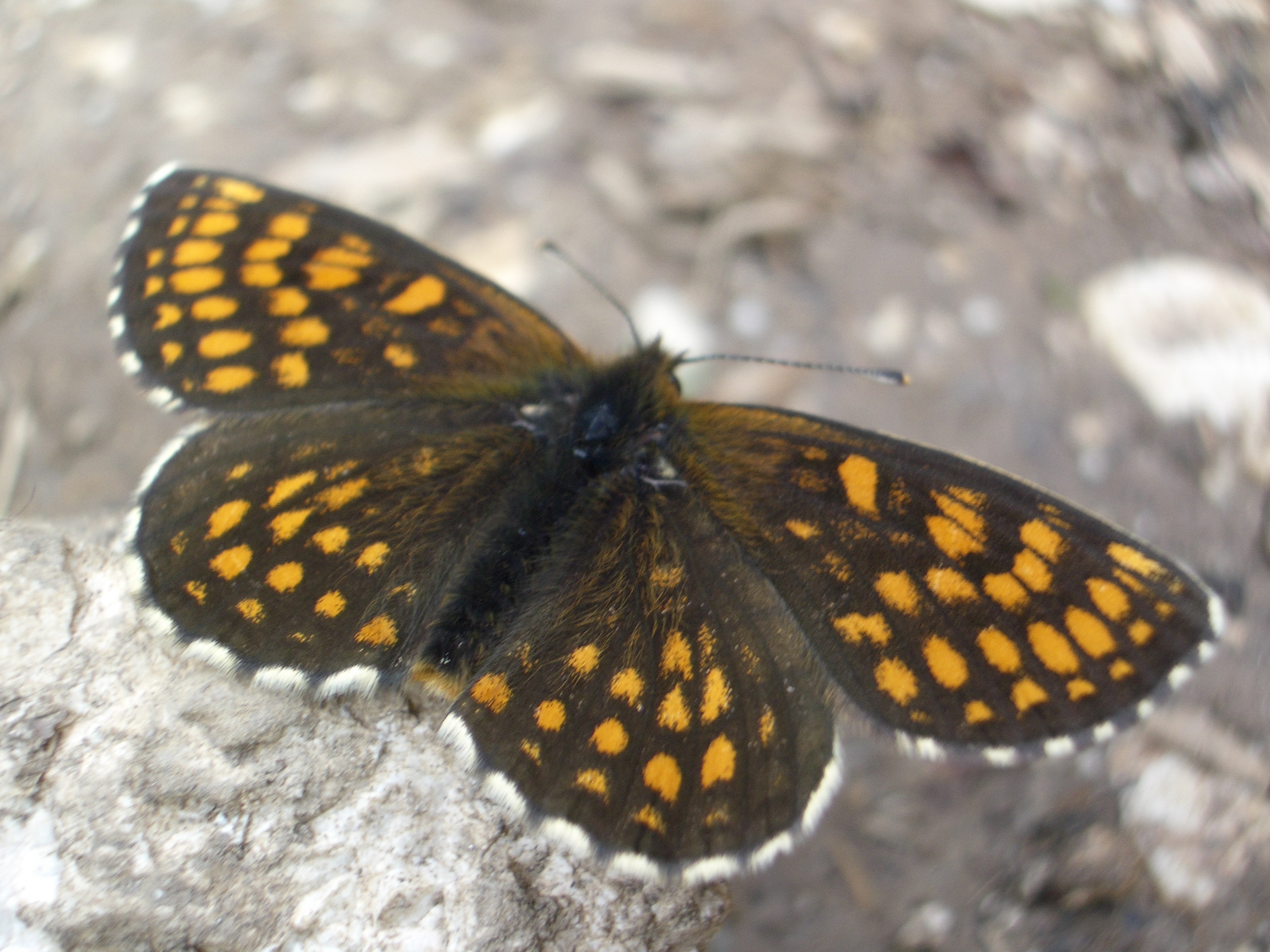
Melitaea diamina (Melitaeini)
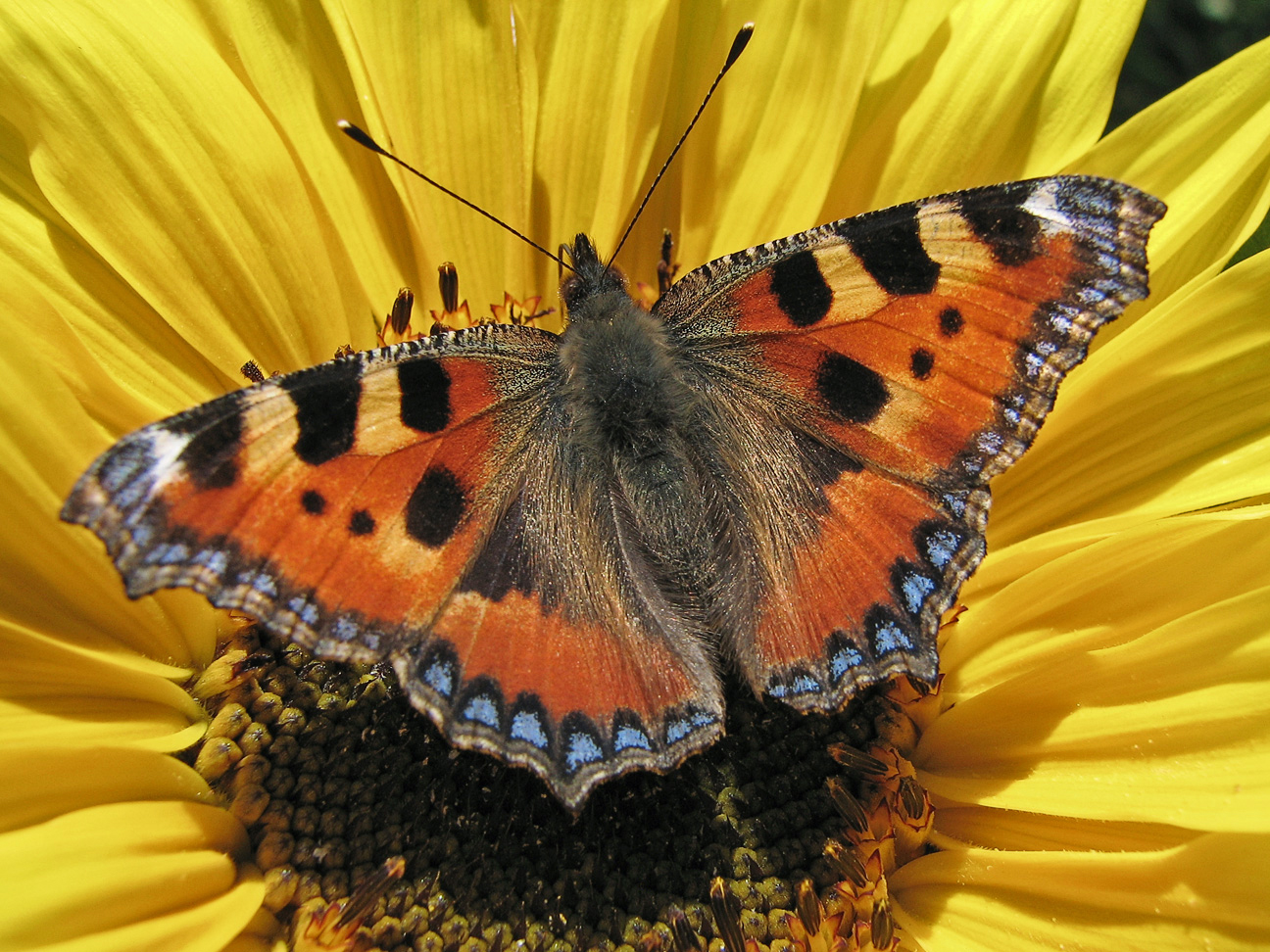
Nymphalis urticae (Nymphalini)
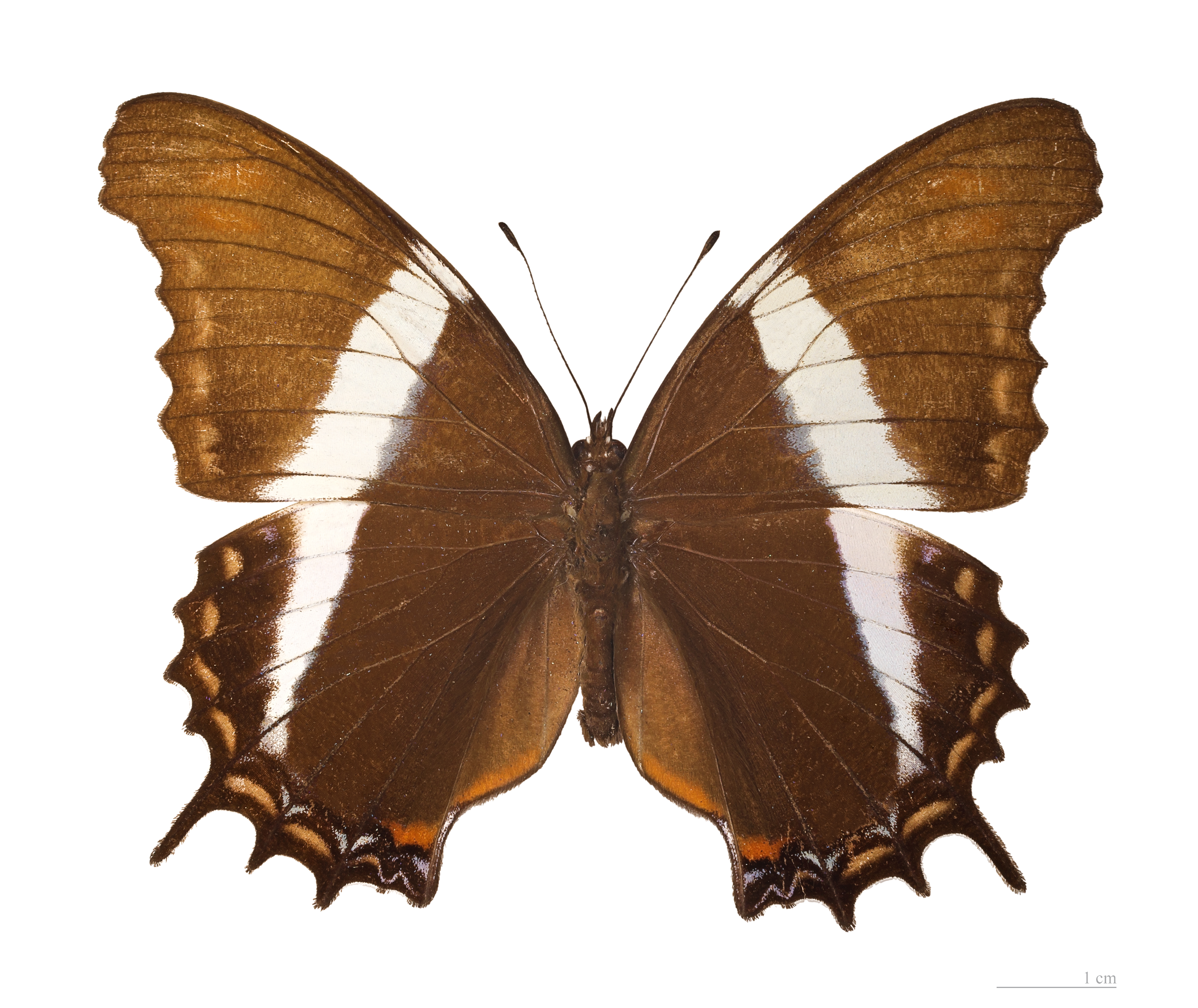
Siproeta superba (Victorinini)
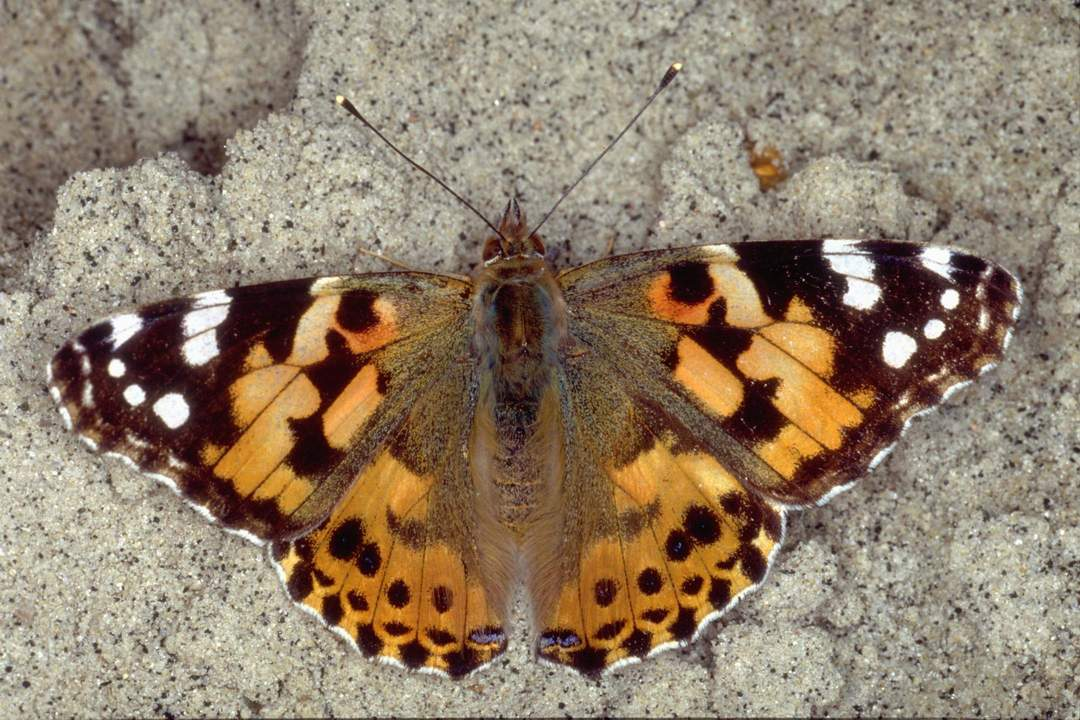
Vanessa cardui (Nymphalini)